# Barra inversa
A barra inversa (representação: \), também chamada de barra invertida ou contrabarra, é um glifo ou um caractere, comumente usada na computação desde 1960 por Bob Bemer. É representada como a figura espelhada horizontalmente da barra.
Foi introduzido nos computadores em 1960, acrescentado ao sistema de representação ASCII (Código Padrão Americano para o Intercâmbio de Informação), possuía um uso particular na linguagem de programação ALGOL 68 para permitir que os operadores lógicos ∧ e ∨ fossem representados facilmente através da simbologia /\ e \/ respectivamente.
Em sistemas operacionais do tipo Unix, em diversas linguagens de programação como C e Perl, e em expressões regulares, a barra inversa é usada para indicar que o caractere seguinte deve ser tratado de forma especial. Nesse contexto, é também chamada de caractere de escape. Entretanto, na linguagem BASIC o símbolo é usado como operador de divisão entre inteiros.
Em sistemas Microsoft Windows, a barra inversa é utilizada para separar as pastas de domínio, como por exemplo:C:\Windows\system32
No contexto de texto, quando usado no código fonte de certas linguagens de programação, o símbolo é usado no final das linhas para indicar que a quebra de linha deve ser ignorada.
Também usado na matemática, como um símbolo usado para representar o complementar de um conjunto.